# Achalázie

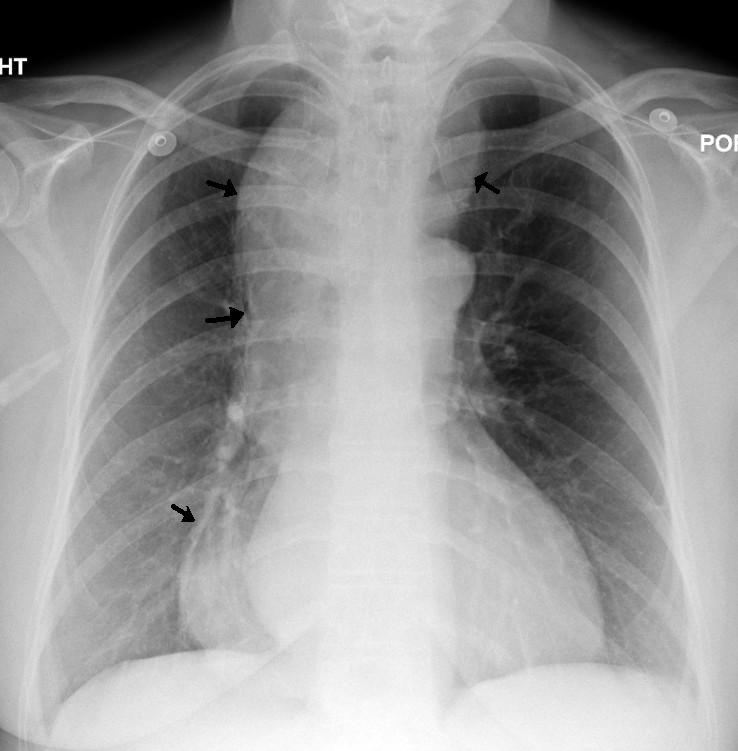
Achalázie - šipka ukazuje na masivně rozšířený jícen postižený achalázií

Achalázie (lat: Achalasia) je vzácné onemocnění, při kterém dochází k poruše hybnosti jícnu. Při nedostatečnému uvolnění svalstva na přechodu jícnu a žaludku je jícen neschopen přenášet sousto do žaludku.

## Příčina
Příčina není zcela neznámá, podstatou onemocnění je porucha nervových buněk ve stěně jícnu.
Možným podkladem onemocnění je zánětlivá odezva na iniciální podnět na pozadí genetické a/nebo imunitně podmíněné dispozice pacienta. V některých případech se achalázie vyskytuje i společně s dalšími autoimunitními poruchami, což opět naznačuje její autoimunitní podklad.